# Río Juruena
El río Juruena es un largo río amazónico, un afluente del río Tapajós, que discurre por la parte centro-oeste de Brasil, en el estado de Mato Grosso. La longitud total del río es de 960 km, aunque con el Ananiná alcanza los 1.240 km y en su parte final forma frontera natural entre Mato Grosso y el estado de Amazonas, hasta su confluencia con el río Teles Pires, en Barra de San Manuel, donde nace el río Tapajós.

## Geografía
El río Juruena nace en la serra dos Parecis, muy cerca de las fuentes del río Guaporé. En el curso alto, con el nombre de río Ananiná, recibe por la izquierda al río Camararé (con su afluente Doze do Outobre) y al río Juniná (con el río Caraná). Ya como río Juruena, recibe, por la derecha, el río Sauêruiná o Papagayo (con los afluentes Buriti y Timalaciá); por la izquierda, el río Juinamirim; por la derecha, el río Sangue (470 km) (con su afluentes Cravari, Membeca y Sacuiruima) y por la derecha, el río Arinos, su principal afluente con una longitud de 750 km y una gran subcuenca con multitud de tributarios. 
En el curso medio, hay un gran tramo con bastantes cataratas o cacheiras, como las de Perigosa, Recife Grande, Porteira, Dois Irmaos, Sao Luis, Sao Joao do Barra, Saisal, Sao Lucas, Santa Úrsula, Inferno y Sao Simao. En este tramo recibe al río Sao Joao da Barra y, ya en la parte baja, por la izquierda, al río Bararati. En este tramo el río atraviesa las localidades de Barraçao do Barreto y Visita, las pocas que hay en sus riberas, a causa de no ser el curso alto navegable por las cataratas.
En la zona hay varios territorios indígenas, y recientemente, el 5 de junio de 2006, se creó el parque nacional Juruena, con una superficie de 19.000 km². 

### Principales afluentes
Los principales afluentes del río Juruena son, en dirección aguas abajo,:
- río São Tomé, con una longitud de 200 km, una cuenca de 4.900 km² y un caudal de 110 m³/s.
- río Camararé, por la izquierda, con una longitud de 230 km;
- río Juina o Zui-Uina,  por la izquierda, con una longitud de 220 km, una cuenca de 8.200 km² y un caudal de 220 m³/s;
- río Papagaio o Sauêruiná, por la derecha, con una longitud de 350 km, una cuenca de 15.800 km² y un caudal de 420 m³/s;
- río do Sangue, por la derecha, con una longitud de 500 km, una cuenca de 29.370 km² y un caudal de 630 m³/s;
- río Arinos, por la derecha, con una longitud de 750 km, una cuenca de 58.840 km² y un caudal de 1.350 m³/s;
- Río São João do Barra, por la derecha;

## Historia
El barón ruso Georg Heinrich von Langsdorff (1774-1852) realizó un viaje de exploración en Brasil (1822-30) y enloqueció a causa de las fiebres en el río Juruena en 1828.
En 1913, el explorador, pintor y antropólogo inglés, Arnold Henry Savage-Landor (1865-1924) publicó el libro Across Unknown South America, con sus memorias de un viaje realizado en 1911-12 que incluye un capítulo de un recorrido por la zona de los ríos Arinos-Juruena, y el primer mapa detallado de ambos ríos.